# Magic Tree House
Magic Tree House (яп. マジック・ツリーハウス Мадзикку: Цури: Хаусу) — полнометражный анимационный фильм, выпущенный студией Ajia-do Animation Works в 2011 году. Премьера фильма состоялась на Токийском международном кинофестивале, проходившем в октябре 2011 года. Сборы с показа фильма составили 5 747 918 US$.
Сценарий аниме является адаптацией Итиро Окоти японской версии одноименного романа британской писательницы Мэри Поуп Осборн.

## История создания
В свою работу режиссёр стремился вложить радость от чтения энциклопедий, дабы дети были ближе к книгам. По собственному утверждению он тщательно проработал детали дабы продемонстрировать четыре мира которые посещают главные персонажи по мере развития сюжета. Так, например, были воспроизведены улицы Помпеи относящиеся к описанному в аниме периоду. Когда же персонажи посещают эпоху динозавров, изображаются только динозавры и растения относящиеся к позднему меловому периоду. На роль Джека была выбрана Кэйко Китагава впервые пробовала себя в роли сэйю. Роль Ани получила популярная детская сэйю Мана Асида. Хотя Китагава на восемнадцать лет старше Маны, а разница в возрасте озвученных ими детей всего один год, с точки зрения режиссёра, эта разница в возрасте сэйю абсолютно незаметна.

## Сюжет
Сюжет повествует о брате и сестре Джеке и Энни. Джек — любитель книг, стеснителен, но тем не менее уверен в себе. Его сестра Энни же легко заводит друзей как среди людей, так и среди животных. Однажды, играя в лесу, они находят волшебный дом-дерево, позволяющий путешествовать во времени и пространстве. Теперь детям предстоит найти четыре медальона, скрытых в различных временах и эпохах, и тем самым помочь Моргане вернуть возможность колдовать.

## Персонажи
- Джек (яп. ). Сэйю: Кэйко Китагава
- Энни (яп. ). Сэйю: Мана Асида
- Мама (яп. ). Сэйю: Нана Мидзуки
- Папа (яп. ). Сэйю: Коити Ямадэра
- Мерлин (яп. ). Сэйю: Кацухиса Хоки
- Трэйси (яп. ). Сэйю: Норико Ситая
- Орешек (яп. ). Сэйю: Фумико Орикаса
- Моргана (яп. ). Сэйю: Мики Майя